# Toliara
Toliara je město na Madagaskaru, které má okolo 150 000 obyvatel. Leží na pobřeží Mosambického průlivu u ústí řeky Fiherenana, 930 km jihozápadně od Antananariva, a je správním střediskem regionu Atsimo-Andrefana. Většinu obyvatel tvoří příslušníci etnik Vezo a Mahafale, převážně katolického vyznání, město je sídlem arcidiecéze Toliara.
Podnebí je horké a suché, díky tomu má Toliara přezdívku „Město slunce“ nebo „Bílé město“. Je významným dopravním centrem s přístavem a letištěm a obchodním centrem zemědělské oblasti, kde se pěstuje rýže setá, agáve sisalová, bavlník a podzemnice olejná, významný je i sběr mořské soli a výroba mýdla. V okolí Toliary se nacházejí pláže s jemným pískem, chráněné bariérovým souostrovím, a arboretum Antsokay, které založil Švýcar Petignat Hermann. Ve městě sídlí Toliarská univerzita, založená roku 1971, s nemocnicí a oceánografickým ústavem. Hrají zde fotbalové kluby Fobar, AS Corps Enseignement a AS Somasud, které získaly titul mistra země.

## Historie
Město založil roku 1897 francouzský důstojník Joseph Gallieni. V době francouzské nadvlády na Madagaskaru se název města psal jako Tuléar, pochází odsud psí plemeno Coton de Tulear.